# M2 경전차
M2 경전차, 공식명 경전차, M2는 제2차 세계 대전 이전에 생산된 미국의 경전차로 제2차 세계 대전 당시에는 제한적으로 사용했다. 가장 일반적인 모델인 M2A4는 37mm M5 포와 M1919 브라우닝 기관총을 무기로 사용했다. 이 전차는 록 아일랜드 무기고에서 개발된 T2 전차로부터 발전된 전차로 비커스 타입의 판 용수철 서스펜션을 사용했다. 이 서스펜션은 성능이 더 좋은 1935년 T2E1 계열의 수직 용수철 서스펜션으로 교체되었다. 수직 용수철 서스펜션이 장착된 T2E1 전차 계열은 1936년 M2A1으로 교체되어 10대가 생산되었다.
전쟁 이전까지 생산된 주요 전차는 M2A2로, 제2차 세계 대전 이전까지 미국 육군 보병부대의 주력전차가 되었다. 스페인 내전은 기관총으로만 무장한 전차가 비효율적임을 입증했다. 이는 M2A4가 37mm 포를 주포로 사용하게 되는 계기가 되었다. 총 375대의 전차가 생산되어 배치되었고, 1942년 4월에 마지막 10대가 배치되었다.
M2 경전차는 1942년 태평양 전쟁 당시 미국 해병대의 제1전차대대에서만 사용되었다. 하지만 M2A4는 영국 육군 제7후사르와 제2왕립전차여단이 일본 제국 육군의 제14전차여단과 교전했을 때 사용할 것으로 추정된다. M2A4 경전차는 M3 스튜어트 경전차와 M4 트랙터 포대의 개발에 큰 영향을 미쳤으며, M3 경전차는 전쟁 기간 내내 사용되었다.

## 개발 역사
M2 경전차의 개발은 후일 M1 경전차에서 시작되었다. M1 경전차의 문제점이 발견되면서 1934년 4월 2번째 시제전차인 T2 또는 T2E1가 개발되었고, T2 전차는 M1 전투차량으로부터 VVSS를 채택했다. T2E1 전차는 7.62 mm 포와 브라우닝 기관총을 수정된 포탑에 장착하고 있었고, 전차 앞면에 브라우닝 기관총이 하나 더 장착되었다. T2E1 전차는 1935년 생산 M2라는 이름으로 생산이 채택되었다.
10개의 전차가 배치된 후, 보병과는 2개의 포탑을 장착한 M2E2를 주력전차로 변경했다. 이 2개의 포탑을 단 전차는 당시 유명한 여배우의 이름을 따 "메이 웨스트" 라고 불리게 되었다. 이중 포탑은 비효율적인 것으로 드러났지만, 1930년대 전차 양식이 비커스 사에서 유래했고 이로 인해 이중 포탑은 소련의 T-26과 폴란드의 7TP에서도 사용되었다. M2A2의 개선된 모델인 A3도 생산되었는데, 이 모델은 전차의 지상 압력을 줄여주는 개선된 서스펜션을 가지고 있었다.
스페인 내전 이후, 미국 육군을 포함한 대부분 국가의 육군은 그들에게 기관총뿐만 아니라 주포가 달린 전차가 필요하다는 사실을 깨닫게 되었다. 미국 기병대는 1개의 커다란 주포가 달린 M1 전투차량을 선택했다. 1938년 12월 OCM 14844호는 미국 보병의 기준에 맞추기 위해 M2A3을 조립라인에서 제외하고 두꺼운 장갑과 강력한 포를 가진 기갑차량으로 보완해줄 것을 명령했다. 개조 이후 이 차량은 M2A4로 재명명되었다. M2A4는 M5 37mm 포와 25mm 장갑을 가지고 있었으며 7개의 실린더를 가진 가솔린 엔진을 장착하고 있었다. 또다른 개선점에는 향상된 서스펜션과 전환, 그리고 더 나아진 엔진 과열 방지였다. M2A4는 1940년 5월부터 미국 차량 주조공장 회사에서 생산되기 시작했고, 1941년 3월까지 생산은 이어졌다. 마지막 10대의 전차가 1942년 4월 조립라인에 들어갔고, 총 375대의 전차가 생산되었다. 미국 육군은 사진에서  1941년 7월 생산 조립라인이 M3로 교체되고 있었음에도 여전히 M2A4가 생산되고 있음을 보여주고 있다.